# 埃拉·希爾圖寧
埃拉·希爾圖寧（芬蘭語：Eila Hiltunen，1922年11月22日—2003年10月10日），芬蘭女性雕塑家，著名作品有赫爾辛基的西贝柳斯纪念碑（1967年）。一尊同樣由她以相同概念創作較小型的雕像矗立在美國紐約市聯合國總部外。

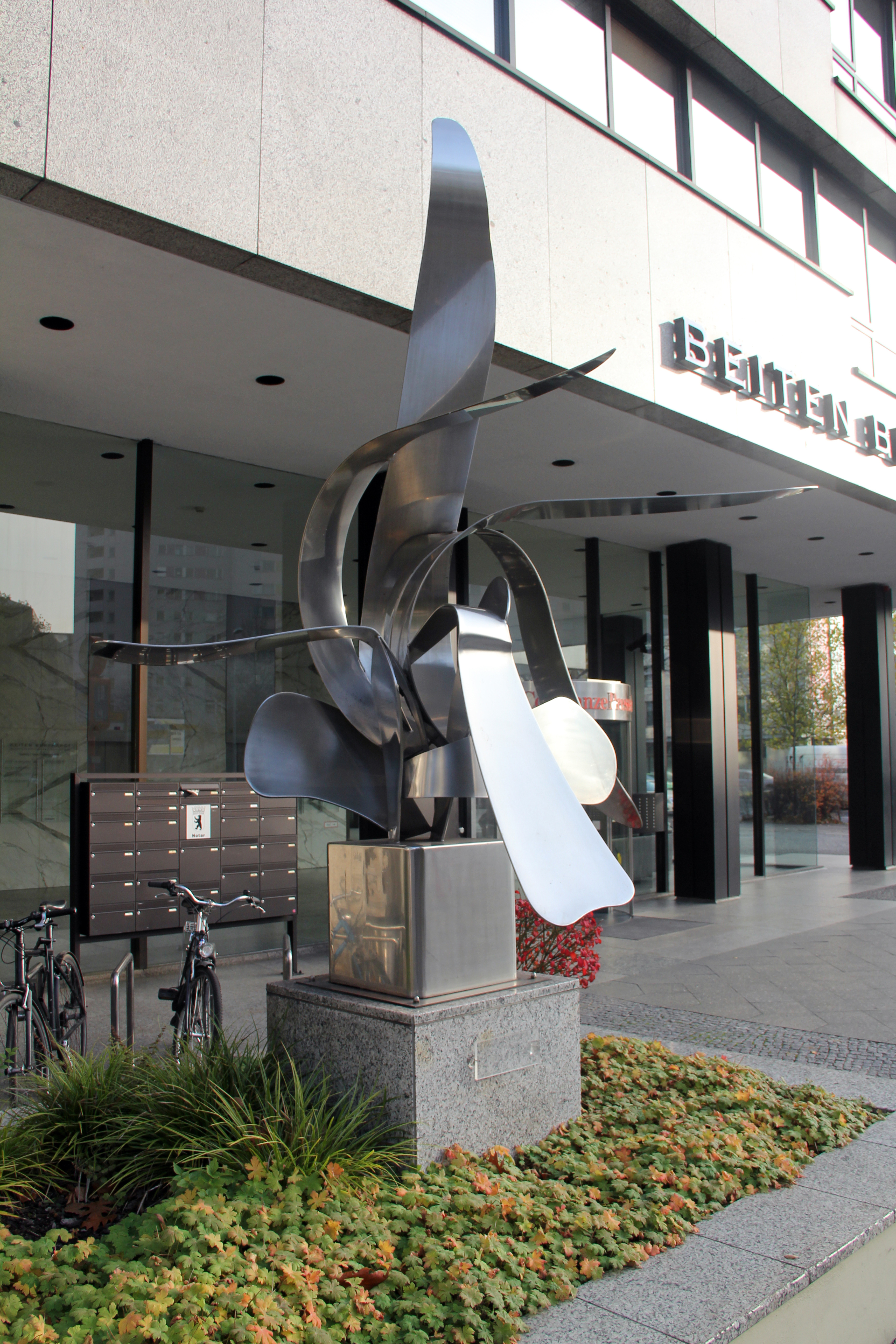
位于德国柏林蒂尔加滕的雕像《Der Wuchs der Flammen》

## 外部連結
- Eilahiltunen.net（页面存档备份，存于）
- Poikkitaiteellinen Eila Hiltunen （页面存档备份，存于） （文）